# Enceinte ecclésiale du Mont d'Auvet
L'enceinte ecclésiale du Mont d'Auvet est une enceinte située à Auvet-et-la-Chapelotte, en France.

## Localisation
L'enceinte est situé sur la commune d'Auvet-et-la-Chapelotte, dans le département français de la Haute-Saône.

## Historique
L'édifice est inscrit au titre des monuments historiques en 1994.